# گرین هیلز
گرین هیلز (انگلیسی: Green Hills) شرکت نرم‌افزار آمریکایی است، که در سال ۱۹۸۲ تأسیس شد.